# Mallinella annulipes
Mallinella annulipes (лат.) — вид пауков-муравьедов рода Mallinella (Zodariidae). Встречаются в Юго-Восточной Азии (Индонезия, Малайзия, Сингапур).

## Описание
Пауки мелких размеров (около 5 мм) желтовато-коричневого цвета. Самец: карапакс тёмный красновато-коричневый; стернум коричневый; хелицеры тёмно-коричневые; ноги желтоватые, кроме бледно-жёлтых тазиков; бёдра и голени с тёмно-коричневыми дистальными и проксимальными кольцами; опистосома пятнистая (спинной рисунок: первая и вторая пары представлены бледными круглыми пятнами, расположенными косо; третья и четвёртая пары — поперечными бледными пятнами, заметно меньшими, чем передние пары; пятая пара расположена далеко друг от друга, крупнее третьей и четвёртой пар, перемежается маленьким треугольным пятном). Самка: карапакс тёмно-коричневый; стернум коричневая; хелицеры тёмно-коричневые; ноги желтоватые, тазики бледно-жёлтые; бёдра и голени с тёмно-коричневыми дистальными кольцами; опистосома тёмно-пятнистая (спинной рисунок: первая и вторая пары представлены бледными круглыми пятнами, расположенными косо; третья и четвёртая пары — поперечными бледными пятнами, заметно меньшими, чем передние пары; пятая пара расположена далеко друг от друга, крупнее третьей и четвёртой пар, перемежается небольшим треугольным пятном). Mallinella annulipes имеет общие черты с другими представителями группы annulipes: дигитиформные латеральные края эпигины, выступающие внутрь; а также фланцевидный RTA, который встречается только у самцов групп M. redimita- и annulipes.

## Классификация
Вид был впервые описан в 1892 году шведским арахнологом Тамерланом Тореллем под названием Storena annulipes Thorell, 1892. Сходен с видами M. longipoda, M. angustata, M. dolichorhyncha, M. calilungae, M. shimojanai, M. panchoi и Mallinella moncheri Dayananda & Benjamin, 2025.